# Concours de beauté de Keynes
En économie, l'image du concours de beauté est une métaphore utilisée par l'économiste John Maynard Keynes pour illustrer le fonctionnement du marché boursier, au chapitre 12 de sa Théorie générale de l'emploi, de l'intérêt et de la monnaie (1936). Depuis les années 1980-1990 il désigne également par analogie une de ses variantes, le p-concours de beauté, qui consiste à demander à un groupe de joueurs de désigner le nombre qui sera le plus proche d'une certaine proportion de la moyenne de l'ensemble des résultats.

## Le cas des cours de bourse
Keynes fait remarquer qu'en bourse, et plus généralement sur l'ensemble des marchés financiers, les prix des titres ne sont pas déterminés par leur valeur intrinsèque (concept d'ailleurs théorique), mais plutôt par la perception qu'en ont les acteurs du marché. Le prix d'une action sur un marché boursier dépendra par exemple des perspectives de croissance de l'entreprise, des attentes sur son résultat et sur le marché dans lequel elle évolue, etc.
De ce fait, la meilleure stratégie pour l'investisseur consiste à deviner ce que les autres pensent. Le prix d'un titre est ainsi déterminé par un mécanisme auto-référent fondé sur ce que chacun pense que les autres pensent que les autres pensent ad infinitum.

## L'analogie du concours de beauté
Pour illustrer ce mécanisme, Keynes le rapproche des concours de beauté organisés par un journal londonien de l'époque, consistant à élire les plus belles jeunes femmes parmi une centaine de photographies publiées. Le gagnant est le lecteur dont la sélection se rapproche au mieux des six photographies les plus choisies. En d'autres termes, le gagnant est celui s'approchant au mieux du consensus global.
Keynes fait remarquer que pour remporter ce jeu, il n'est pas logique de raisonner uniquement selon ses goûts personnels. Il faut en effet déterminer le consensus de tous les autres lecteurs : en déroulant le raisonnement, on comprend que le choix des lecteurs se porte uniquement sur les candidates qu'il pense que les autres éliront, ceux-là mêmes choisissant celles qu'ils pensent que les autres éliront, et ce à l'infini.
Par cette analogie, Keynes veut montrer que le prix d'un titre financier a la nature d'une bulle spéculative : sa valeur dépend plus de représentations et d'anticipations que de fondements réels. Les acteurs du marché financier en arrivent à ignorer les fondamentaux et essaient à la place de prédire ce que fera le marché. Cet argument remet en cause l'idée selon laquelle les marchés financiers parviendraient à une allocation des capitaux efficace, les acteurs fructueux étant soit juste chanceux, soit ceux ayant les plus grandes capacités à anticiper la psychologie de masse. Des développements ultérieurs ont montré que de tels phénomènes se produisent dès lors qu'il y a incertitude sur les déterminants de l'évolution du prix du titre.
Il écrit ainsi, dans l'édition française de son ouvrage Théorie générale de l'emploi, de l'intérêt et de la monnaie :
« Ou encore, pour varier légèrement la métaphore, la technique du placement peut être comparée à ces concours organisés par les journaux où les participants ont à choisir les six plus jolis visages parmi une centaine de photographies, le prix étant attribué à celui dont les préférences s’approchent le plus de la sélection moyenne opérée par l’ensemble des concurrents. Chaque concurrent doit donc choisir non les visages qu’il juge lui-même les plus jolis, mais ceux qu’il estime les plus propres à obtenir le suffrage des autres concurrents, lesquels examinent tous le problème sous le même angle. Il ne s’agit pas pour chacun de choisir les visages qui, autant qu’il en peut juger, sont réellement les plus jolis ni même ceux que l’opinion moyenne considérera réellement comme tels. Au troisième degré où nous sommes déjà rendus, on emploie ses facultés à découvrir l’idée que l’opinion moyenne se fera à l’avance de son propre jugement. Et il y a des personnes, croyons-nous, qui vont jusqu’au quatrième ou au cinquième degré ou plus loin encore. ».

## Variante du p-concours de beauté
Le jeu du concours de beauté peut également être abordé sous sa forme mathématique (p-beauty contest game en anglais), où les joueurs doivent sélectionner non plus des visages mais des nombres entre 0 et 100. La solution logique renvoie alors à un équilibre de Nash, c'est-à-dire à une situation d'équilibre entre plusieurs joueurs connaissant leur stratégie réciproque et ne pouvant en changer sous peine d'affaiblir leurs positions respectives. Cette variante est publiée dans une revue académique pour la première fois par Hervé Moulin en 1986 sous la forme suivante : les joueurs doivent sélectionner un nombre compris dans l'intervalle [0;100]. Pour gagner, il est nécessaire d'avoir choisi le nombre le plus proche de p fois le nombre moyen choisi par l'ensemble des joueurs. Deux cas se présentent : p<1 (généralement 2/3, ou 1/2) ou p=1, tel que l'avait défini Keynes. En d'autres termes, si le nombre moyen choisi est 56 et p=2/3, le gagnant sera le plus proche de 56x2/3, soit 37. Dans le cas où p<1, l'équilibre de Nash est 0, dans le cas où p=1, de nombreux équilibres sont alors possibles.

## Test expérimental
Rosemarie Nagel (1995) conduit expérimentalement le p-beauty contest game et décrit plusieurs niveaux de raisonnement logique. En effet, il existe des joueurs de bas niveau, avec un faible raisonnement stratégique, ou de haut niveau, avec un fort raisonnement stratégique. Le joueur de plus bas niveau, ou niveau L0, choisira ainsi un nombre purement au hasard entre 1 et 100. Les joueurs de niveau immédiatement supérieur (L1, niveau 1) pensent que leurs adversaires sont de niveau 0 et adaptent leur stratégie selon cette prédiction. En supposant que les autres joueurs sont des L0 alors le nombre moyen choisi devrait être 50, un L1 choisira donc 33 (car 50 × 2/3). De même, les joueurs de niveau 2 L2) pensent que leurs adversaires sont de niveau 1. Ils choisiront donc 22 (car 33 × 2/3). Et ainsi de suite pour les joueurs de niveau 3, 4, 5... Dans l'hypothèse d'une infinité de niveaux de raisonnement, l'équilibre de Nash est établi lorsque tous les joueurs choisissent 0. De façon empirique, le niveau de complexité du jeu excède rarement le niveau 3, si bien que les joueurs sont de catégorie L0, L1, L2 ou L3, conformément aux prédictions de Keynes.

### Concours Jeux et Stratégie
Le magazine Jeux et Stratégie a utilisé plusieurs fois une variante de ce problème pour départager les ex aequo de son concours annuel. Celui-ci garantit en effet un départage de tous les concurrents tout en étant plus juste qu'un tirage au sort et il n'avantage que marginalement les individus pouvant adopter une stratégie de groupe ou possédant un ordinateur. Il s'agit d'ailleurs de la première publication connue de ce problème, dont Moulin s'est inspiré en 1986 lorsqu'il l'introduit dans le monde académique.

#### Édition 1981
Pour son premier concours en 1981, les 611 premiers ex aequo ont dû donner un nombre entier pris entre 0 et 999 999 999 de façon à être le plus proche possible des deux tiers de la moyenne ; les 350 réponses les plus proches donnaient droit à un prix. La moyenne s'est établie à 134 822 738,26 : la meilleure réponse était donc 89 881 826. Le gagnant a répondu 89 793 238, les réponses donnant lieu à un prix s'étalant entre 10 457 (350e place) et 179 451 328 (312e place).

#### Édition 1983

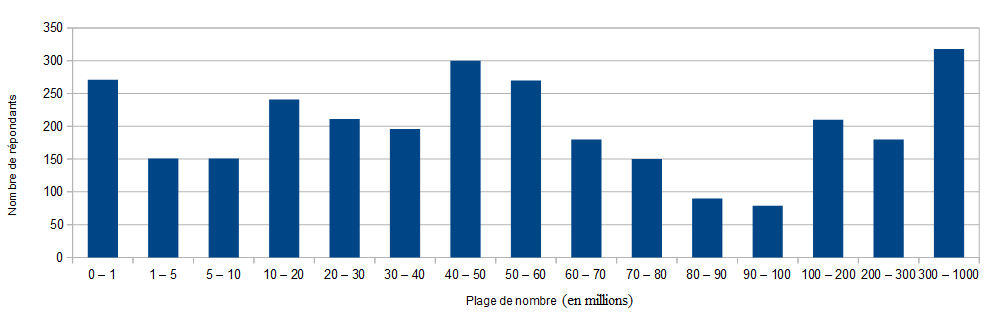
Répartition des résultats proposés pour la question subsidiaire du concours Jeux et Stratégie 1983.

La question de départage est la même qu'en 1981 et les participants au concours pouvaient avoir connaissance des informations relatives à l'édition précédente. Les réponses de 2 898 ex aequo sont dépouillées : les deux tiers de la moyenne valaient 67 329 453 et la réponse la plus proche a été 67 373 773.
Une analyse a posteriori de l'édition 1983 a été proposée dans un numéro ultérieur. Il y apparait entre autres qu'une centaine de propositions (dont six égales à 999 999 999) ne peuvent mathématiquement pas correspondre à la valeur recherchée, car supérieures à 666 666 666. Celles-ci sont sans doute le fait de participants adoptant une stratégie de groupe pour faire monter la moyenne en sacrifiant un individu, hypothèse corroborée par la répartition géographique de ces réponses.

### Concours organisés dans la presse généraliste

#### Concours du Financial Time
Le Financial Times a organisé en 1997 un concours auprès de ses lecteurs, l'objectif étant de trouver les deux tiers de la moyenne de la liste des nombres compris entre 0 et 100 donnés par lecteurs : 12,6 en a été la valeur gagnante.

#### Concours de l'Expansión
Le journal espagnol l'Expansión a organisé en 2002 un concours auprès de ses lecteurs selon les mêmes modalités : 17,0 en a été la valeur gagnante.

#### Concours en ligne dePolitiken
Le journal danois Politiken a organisé un concours similaire en 2005, avec une somme de 5000 couronnes danoises à gagner. 19 196 personnes ont choisi un nombre entre 0 et 100 dans le but de s'approcher des deux tiers de la moyenne des réponses. 21,6 a été la valeur gagnante.

### Expériences académiques

#### Auprès de joueurs d'échecs
En 2009 deux chercheurs de l'université de Cassel ont lancé une invitation en ligne sur ChessBase pour prendre part à un p-concours de beauté (sans que ne soit précisé le nom du problème) dont le premier prix valait 200 €. 6 112 joueurs d'échecs, dont 28 grands maîtres, ont ainsi dû choisir un nombre réel entre 0 et 100 en cherchant à se rapprocher des deux tiers de la moyenne des réponses. La moyenne a été de 32,15 (la meilleure réponse était donc 21,43), ce qui est loin de l'équilibre de Nash mais proche des résultats obtenus par des non-joueurs d'échecs ; le classement Elo des joueurs avait peu d'influence sur leur réponse au concours.

### Interprétation de l'écart entre la théorie et l'expérimentation: les limites cognitives des joueurs
Comme énoncé ci-dessus, l'équilibre de Nash obtenu dans un p-concours de beauté dans l'hypothèse où p<1 devrait être 0. En effet, en choisissant tous 0, l'ensemble des joueurs sont à égalité et remportent le prix. Cependant, les nombres choisis lors d'expériences menées sur des sujets sont plus de l'ordre de la dizaine ou de la vingtaine. Pourquoi ? Le jeu du concours de beauté, dans sa formulation mathématique tout du moins, requiert la mise en place d'un raisonnement par itération. Un niveau L3 doit, pour arriver à son choix, supposer que ses adversaires sont de niveau L2, qui pensent eux-mêmes que leur adversaires sont de niveau L1, pensant à leur tour que leurs concurrents sont de niveau L0. Un L3 doit donc passer par un raisonnement en série hautement difficile avant d'énoncer son choix final. Les capacités cognitives humaines étant limitées, les joueurs dépassent rarement le niveau L3, et c'est pourquoi l'on observe une différence entre l'équilibre de Nash théorique (0) et les nombres effectivement choisis.[Interprétation personnelle ?]